# Per Daniel Amadeus Atterbom
Per Daniel Amadeus Atterbom, född 19 januari 1790 i komministerbostället Pålsbo i Åsbo socken, Östergötland, död 21 juli 1855 i Stockholm, var en svensk författare och kritiker. Atterbom var professor vid Uppsala universitet, ledamot av Svenska Akademien från 1839 och skrev det romantiska verket Lycksalighetens ö.
Han blev professor i teoretisk filosofi vid Uppsala universitet 1828 och i estetik och modern litteratur 1835, ledamot av Svenska Akademien 1839. Han var farfar till Ebba Atterbom och lärare åt den blivande kung Oscar I under åren 1819–1821.
Släkten Atterbom härstammar från bonden Lars Hemmingsson i Ledberg i Östergötland, som föddes under andra halvan av 1500-talet. Släktnamnet togs av dennes sonson, komministern Jonas Hemmingi Atterbom, efter hemmanet Attorp i Rappestads socken, där han föddes 1663.
Atterboms skönlitterära författarskap är synnerligen musikaliskt och känslosamt. Det behandlar ofta fritt omarbetade sagor. Kritiker menar att Atterbom aldrig lyckas fjärma sig från sin egocentrism, då hans egna själskonflikter genomsyrar vad han skriver. Mest känd är han för det poetiska eposet Lycksalighetens ö och Fågel blå som han började arbeta på från 1811. Båda kallades sagospel av honom själv. Lycksalighetens ö publicerades 1824 och 1827 i två delar. Fågel blå publicerades från början 1814 som ett fragment i Poetisk kalender. Svenska siare och skalder 1-6, Sveriges första egentliga svenska litteraturhistoria, skrevs av Atterbom 1841–1855, och för denna fick han sitt erkännande i den svenska estetiken. Dessförinnan hade han publicerat Studier till philosophins historia och system (1835).
Trots stora framgångar var Atterbom också skarpt kritiserad av många i sin samtid och tidvis öppet hånad. Hans konservativt kristna tro och lyriska romantik stod i skarp kontrast till den framväxande liberalismen och dess realism.

## Biografi

### Uppväxt
Atterbom var son till komministern Gabriel Atterbom och dennes svärmiskt religiösa hustru Hedvig Kristina Kernell, och barndomen kom att bli av avgörande betydelse för hans framtida diktning och filosofiska åskådning. Han var tidigt utvecklad och sysslade redan som barn med författarskap. Vid åtta års ålder skrev han en roman, Alphonsus och Marina, historia gjord av mig. Inåtvänd och fysiskt klen blev han en bokvurmare. Vid tio års ålder hade han på egen hand lärt sig tyska ur Pufendorfs universalhistoria och Hübners geografi, läst Mörks Adalrik och Göthilda, Wallenbergs Susanna, Dalins dikter, Snorre Sturlassons konungasagor och Vilkinasagan, Cornelius Nepos med mera. 1799 sattes han i skola i Linköping, där han bodde hos sin morbror, konsistorienotarien Per Kernell (far till Per Ulrik Kernell). Han var en av Carl Gustaf af Leopolds närmaste vänner, och i dennes välförsedda bibliotek vidgade han flitigt sina kunskaper. Han lärde känna Leopolds, Kellgrens, Lidners, Bellmans och Franzéns verk och hänfördes av dem. Men ännu mer älskade han två tyska författare, nämligen Christoph Martin Wieland och framför allt Gottfried August Bürger.

### Nyromantiker i Uppsala

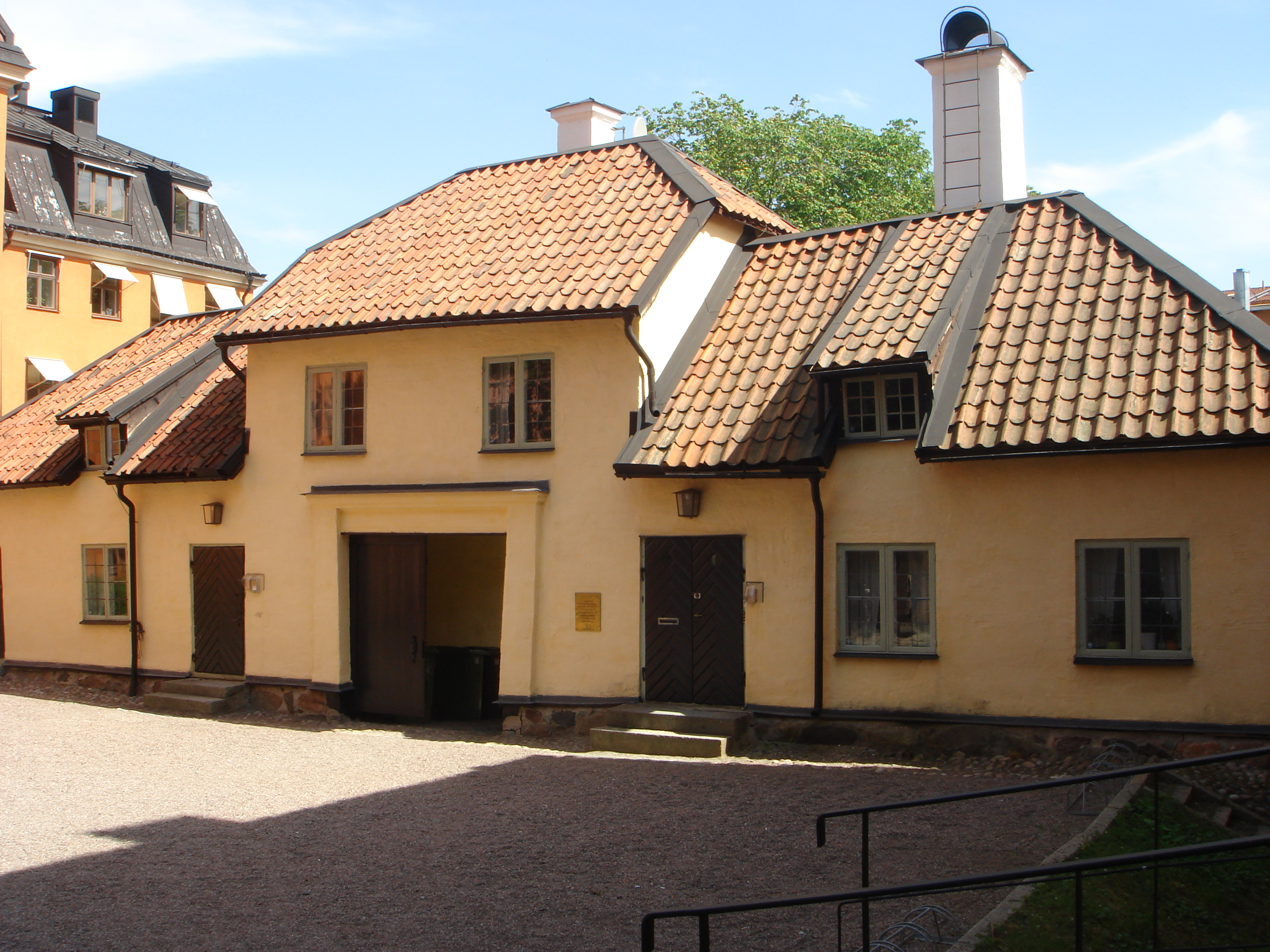
Atterbomska huset i Uppsala. Atterboms hem åren 1807–1810

År 1805 blev Atterbom student vid Uppsala universitet, som medlem i Östgöta nation, och togs på hösten samma år in i sällskapet Vitterhetens vänner, som dock snart upplöstes. Faderns död 1807 resulterade i en depression som skulle återkomma och fortsätta plåga Atterbom livet ut. Under krisen kom han i kontakt med den tyska nyromantikens estetiska och filosofiska idéer, bland annat genom författare som Novalis och Tieck. Med likasinnade vänner bildade han 1807 sällskapet Musis amici, vilket följande år bytte namn till Auroraförbundet. Från 1810 utgav sällskapet tidskriften Phosphoros, där en intensiv propaganda bedrevs. Atterboms främsta bidrag i detta var som lyriker, men han författade även polemiska skrifter. Tidskriften dog ut under 1813.
Auroraförbundet tog snart som sin uppgift att reformera den svenska kultureliten, och de viktigaste datumen i Atterboms liv under andra decenniet av 1800-talet betecknar betydelsefulla händelser i svensk litteraturhistoria. Genom studiet av modern tysk litteratur hade Auroraförbundets medlemmar fått helt andra begrepp om poesins väsen än vad deras samtids svenska lyriker grundade sig på. Dessa befann sig vid 1800-talets början i en epigon- och avmattningsperiod, som träffande kallats den svenska litteraturens järnår. Huvuddelen av de dikter som skrevs var moraliserande dikter och reflektionsvers, utan innerlighet och styrka i känslan, och med en enformig metrik, vars kulmen kom i den ofta gynnade alexandrinen. Genom sin drömmande och grubblande natur, genom sina barndomsintryck från Åsbodalens idylliska skönhet samt genom den i föräldrahemmet rådande kristliga fromheten gick Atterbom i de nya riktningarna, som inom tysk litteratur avlöst den franskklassiska skolan.
De nya riktningarna baserades på fantasin i stället för förståndet. Man ville i dikten uttrycka känslor och stämningar genom suggestiva medel, som färg- och bilduttryck samt akustiska effekter. 1700-talets rationalism avlöstes av romantiken, och för dennas mystiska världsåskådning och musikalisk-syntetiska poesi blev Atterbom en förkämpe i Sverige. Redan före Auroraförbundets medlemmar hade Lorenzo Hammarsköld, Clas Livijn, Carl Adolph Agardh och Johan Christoffer Askelöf påverkats av romantiken.

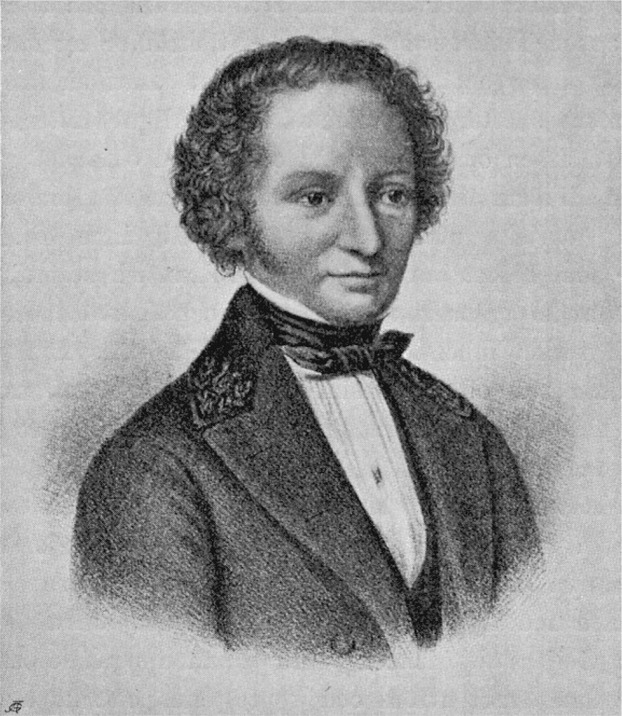
Per Daniel Amadeus Atterbom, samtida litografi.

Omvälvningen inom litteraturen krävde både ett estetisk-kritiskt angrepp mot den akademiska riktningen och utvecklingen av en positiv skönlitterär produktion. Kretsar i Stockholm började kampanjen i december 1809 med veckotidningen Polyfem, till stor del omfattande förlöjligande och ironiska stycken. Atterbom bidrog med de i hetsigt polemisk ton skrivna dikterna Xenier och Rimmarbandet. Uppsaliensiska kretsar grundade månadsskriften Phosphoros, vars första häfte kom ut sommaren 1810. I Uppsala publicerades även den av Atterbom redigerade Poetisk kalender (1810–1822), samt Svensk litteraturtidning, som gavs ut av Vilhelm Fredrik Palmblad tillsammans med Atterbom.
De nyromantiska fosforisterna, uppkallade efter Uppsalatidskriften, blev inbegripna i en långvarig och häftig strid, där man på ömse sidor gjorde sig skyldig till ensidighet och överdrifter. Genom sin ideellt osjälviska men hänsynslösa strävan fick Atterbom och hans kamrater ungdomen med sig. De förändrade den svenska litteraturen, men deras polemik skapade långvariga konflikter. På många håll var man ovillig att erkänna det genomgripande förändringssarbete som de och deras meningsfränder åstadkom eller gav uppslag till. Tidigt hyllad som förebild av sina anhängare intog Atterbom en av de mest framskjutna platserna i den litterära striden. Viktigast av hans produktion under åren 1810–1817, hans kamp- och utvecklingstid, är hans dikter. Genom dessa blev han banbrytande till både formen och innehållet. Enligt litteraturhistoriker Fredrik Vetterlund införde han i svensk diktning en absolut stämningspoesi, som ville tränga in i och återge det omedvetna och som stod i direkt motsättning till akademisternas logisk-rationella bildning.
Utgående från Friedrich von Schellings naturfilosofi ville Atterbom i dikt tolka samklangen mellan naturvärlden och människans själsliv och i symbolisk form framställa sin mystiska spekulation. För första gången i svensk poesi utnyttjade Atterbom alla verskonstens musikaliska element, rytm, rim och andra slag av ljudharmoni, för att framkalla en stämning, och i hans stil överflödade färgnyanser och bilder. Den svenska naturen blev skildrad i känsliga tavlor, efter att under årtionden ha förbisetts som poetiskt stoff. När han utformade denna nya poetiska teknik och utvecklade sin världsåskådning blev resultatet naturligt nog inte alltid utan brister. Hans strävan efter känsloskildring medförde ibland en viss konturlöshet, hans språkliga uppfinningsiver föll ibland mindre väl ut, och det allegorisk-metafysiska nådde ofta inte fram till klarhet. Beskyllningar om dunkelt, meningslöst ordprål och tyskeri utgjorde också den huvudsakliga kritiken mot Atterbom, liksom mot nyromantiken överhuvudtaget. Motståndarna, vilkas huvudorgan var den av Per Adam Wallmark redigerade Journal för litteraturen och theatern (indragen 1813 och följd av Allmänna journalen), angrep Atterbom med att hånfullt underkänna hans poetiska förmåga. Hans svagaste alster, till exempel den av Leopold nedgjorda Tasso-översättningen, rönte ytterst skarp kritik. Denna kritik ställde sig lika oförstående till Atterboms främsta lyriska dikter från dessa år, till exempel Erotikon (Phosphoros 1810), Skaldarmal (ibid. 1811), ett av de första försöken till en fornnordiskt nationell diktning i Sverige, cykeln Blommorna (Poet. cal. 1812), Allegro och adagio (ibid. 1813) och fragmenten av sagan om Fågel blå (ibid. 1814).
Av Atterboms prosauppsatser under dessa år är flera av betydelse genom sina programuttalanden i filosofi och konstlära. I Phosphoros offentliggjorde han märkliga estetiska avhandlingar om Bellman och Ehrensvärd, vilka båda han satte synnerligen högt. Han framhöll Thorild som romantikernas föregångsman. Som inledning till en samling folkvisor, vilka han publicerade i Poetisk calender för 1816 under titeln Nordmansharpan, skrev han en kort översikt över den äldre svenska poesin, varvid han starkt förhärligade folkdikten, gav mycket erkännande åt Georg Stiernhielm och Frans Michael Franzén samt betonade det nationella i romantikens syfte. Hans granskning av Svenska akademiens handlingar (i Svensk litt. tidn. 1814–1815) var den av hans uppsatser som väckte den största förbittringen hos motståndarna. Den utgör ett skarpt angrepp på hela den akademiska riktningen och dess inflytande på nationen. Upprördheten på den akademiska sidan var så stor, att hovkanslern hotade Palmblad med att tidningen skulle dras in, och han fick en varning av det akademiska konsistoriet. Vidare deltog Atterbom i en religionsfilosofisk pressfejd till försvar för Schellings lära, vilken angripits som irreligiös – man lär rentav ha övervägt att åtala honom för kätteri.
Samtidigt med sitt oförtrutna arbete för den nya vitterheten hade Atterbom även bedrivit studier i filosofi. Han promoverades 1815 jämte Palmblad, Sondén, Almquist, Fahlcrantz med flera. Överansträngning och de polemiska striderna hade nu lagt tyngre bördor på hans axlar än han orkade bära, och hans sinne, som inte var starkt nog att uthärda en offentlig strids hugg och sting, hade blivit uttröttat. Hans ekonomiska utsikter var mörka, och han hade planer på att för försörjningens skull bli präst eller jurist. Tack vare vänners hjälp fick han emellertid ekonomiskt stöd som gjorde att han kunde företa en längre utrikesresa.

### Tysklandsresan och senare delen av livet

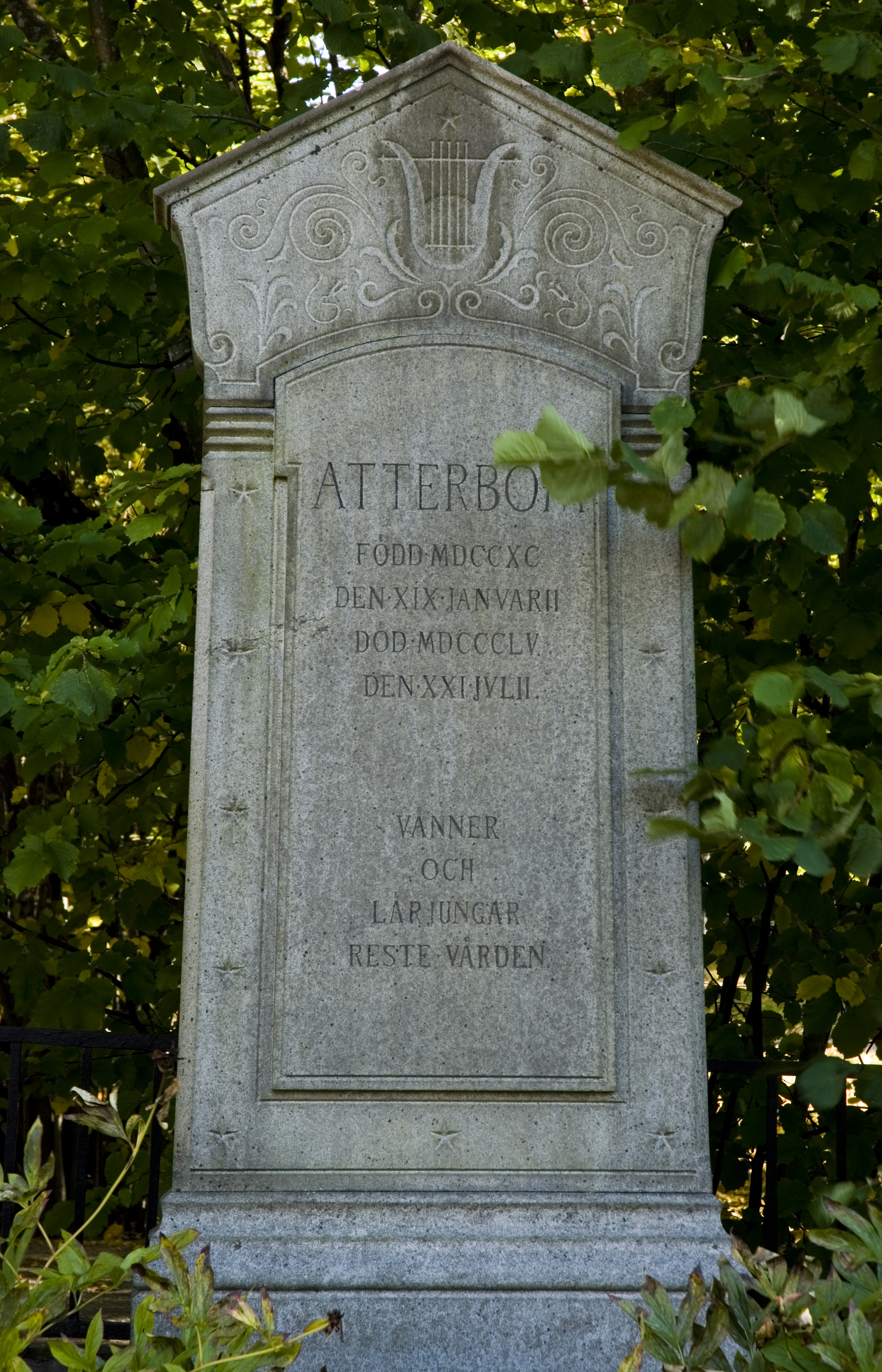
Per Daniel Amadeus Atterboms gravsten på Uppsala gamla kyrkogård.

Under en två år lång vistelse bland annat i Tyskland 1817–1819 kom han, tack vare Amalia von Helvig, som han lärt känna under hennes tidigare besök i Sverige, i beröring med flera av Tysklands ledande kulturpersonligheter. Han lärde under denna resa känna Schleiermacher, Rühs, Steffens, Jean Paul, Jacobi, Baader, Müller, Friedrich Rückert, Friedrich Schlegel, Hegel, Solger, Tieck, Thorvaldsen och Oehlenschläger. Atterbom blev även god vän med Schelling. Resan innebar även en ny kris under vilken han omvärderade delar av den romantiska filosofin och alltmera återgick till den kristna offertanken.
Vid sin hemkomst utsågs Atterbom till lärare i tyska språket och litteraturen för kronprins Oskar, vilket förargade tidens akademiker. 1821 blev han docent i allmän historia under Geijer, 1824 adjunkt i filosofi och 1828 professor i samma vetenskap. Denna professur lämnade han 1835, då han bytte till den nyinrättade i estetik och modern litteratur, vars instiftande han länge verkat för. I likhet med det stora flertalet av sina meningsfränder var Atterbom politiskt konservativ och skeptisk till tidens liberala rörelser, varför han från 1830-talets mitt kom att utsättas för orättvis kritik från Stockholmspressen. Förföljelsen öppnade vägen till den så länge envist stängda Svenska akademien, där han valdes in 1839 efter Ling. Han levde i övrigt ett stilla, tillbakadraget liv med oförtruten forskning och flitig litterär verksamhet. Han hade 1826 gift sig med Ebba af Ekenstam, dotter till den adlade Nils Adolph af Ekenstam. De levde i ett sällsynt lyckligt äktenskap fram till hennes död 1854. Som den siste av de store skalderna från århundradets början avled han den 21 juli 1855 i Uppsala.
Atterbom är begravd på Uppsala gamla kyrkogård.

## Författarskap

### Lycksalighetens ö
Det ökade livsmod, den friskare och gladare grundstämning, som blev följden av Atterboms utlandsresa, märktes inte minst i hans alstring efter 1818. I Poetisk calender 1821 offentliggjorde han bland annat Recensionsblommor och Fridsrop, i vilka han med generöst erkännande åt samtida skalder uppmanade till gemensamt arbete för den svenska litteraturens förbättring. Sitt program, positiv produktion, fullföljde han också, även om hans vacklande hälsa lade hinder i vägen för flertalet av hans litterära planer. Han fullbordade under 1820-talet det sagospel som länge sysselsatt honom och som blev hans mest omfattande verk: Lycksalighetens ö. Dess första del utkom 1824, den andra 1827. Det fick ett tämligen kallsinnigt mottagande – märkligt nog även från meningsfränder som Hammarsköld – och överskuggades i popularitet helt av Tegnérs ungefär samtidiga Frithiofs saga. Den omarbetade upplaga som Atterbom gav ut 1854 mottogs med större sympati och beundran. Tredje upplagan utkom 1875, en förkortad skolupplaga 1898. Som fragment förblev däremot Fågel blå, på vilken han arbetat 1814 i Uppsala, 1818 i Rom, 1838 på sommarnöjet Steninge och 1855 åter i Uppsala. Lycksalighetens ö utgör höjdpunkten av Atterboms diktning och är ett av nyromantikens förnämsta verk. Dess uppbyggnad påminner om Tiecks fantastiska dramer. Ämnet är hämtat ur en svensk folkbok, med en fésaga av madame d’Aulnoy som grund. Atterbom följde i det hela sagans gång, men lade på egen hand till figurer (till exempel Svanvit) och episoder (till exempel Astolfs hemkomst och den därvid framställda karikatyren på republiken).
Den spekulativa innebörden i dikten, som Atterbom själv betecknade som en allegori, är enligt hans egen tolkning denna:

Ingen rätt lycksalighet vinnes med att leva för sig själv, även om detta skulle verkställas i den högsta estetiska form. Poesin, såsom blott sinnlighetens högsta njutning och skimmer, kan ej tillfredsställa ädlare själars längtan efter evigt liv och evig lycka. Astolf är denna längtan. Hans åtrå tager en ensidigt estetisk riktning och missförstår därigenom sig själv. Poemet är poesiens historia ända till den punkt, där poesien antingen måste tillintetgöra sig själv eller också upplyfta sig till religion.

Denna allegoriska tolkning kunde visserligen inte uppfattas av den stora allmänheten, men detta var inte nödvändigt för att njuta av diktens skönhet. Dess personer är levande, episk-lyriska gestalter, och händelseutvecklingen fängslar i sig själv. Värmen i framställningen, de åskådliga och färgrika scenerierna, den luftiga och ljusa skönheten i de poetiska personifikationerna, fantasins uthållighet, diktionens yppighet och omväxling samt planens djupsinne gjorde Lycksalighetens ö till ett av svensk poesis yppersta verk. Framför allt uppskattades en del av de i sagospelet inlagda visorna och romanserna, såsom Jägarsångerna, Vindarnas sånger, Serenaderna, Svanvits sång, Sång från sjön, Astolfs-kvädet och Stjärnornas kor.

### Dikter
Av Atterboms kortare dikter märks ytterligare en serie Blommor (1836) och flera dikter i hemmiljö, tillägnade hans hustru, såsom Den 20 juni 1851 och Tillägnan (ur andra upplagan av Lycksalighetens ö, 1854). Den exotiska prakten i hans tidigare diktning ersattes småningom av en enklare, mera idyllisk ton. Grundstämningen är harmoni och förhoppningsfullhet. Från att ha varit den utpräglat romantiska längtans skald blev han mer och mer illustratören av den nordiska sommaren och lyckan. Hans lyrik var alltid lika varm och innerlig, men vann i fasthet och behärskning. Bristen på sympati hos allmänheten gjorde emellertid att hans vuxna poetiska produktion blev relativt sparsam. Han berättar själv i brev att han 1836–1838 varit livligt upptagen med planer på nya dikter men att frostandar från alla håll, även från ett minst väntat (varmed han syftade på Geijers föga finkänsliga kritik i Litteraturbladet) dämpade den andra vår som han kände i sin återväckta skaparlust. Missmodig avbröt han också utgivandet av sina Samlade dikter, av vilka två band utkommit 1837–1838. Efter hans död publicerades fragmenten av och planen till Fågel blå (1858) och tre band Lyriska dikter (1863).

### Vetenskapliga verk
Även Atterboms vetenskapliga författarskap är omfattande. Som professor i filosofi gav han ut Studier till filosofiens historia och system (1835), där han intog en teistisk ståndpunkt på schellingsk grundval.
1841–1855 författade han biografier över de mest framträdande personerna i svensk litteraturhistoria, nämligen i Svenska siare och skalder, eller grunddragen av svenska vitterhetens hävder, Intill och med Gustaf III:s tidevarv tecknade (2:a upplagan 6 band 1862–1863) med en inledning och supplement med titeln Grunddragen av fornskandinaviska och svenska vitterhetens historia intill Stjernhielm och Karl den tolfte betraktad i sitt förhållande till vitterhet, vetenskap och skön konst (1864). Biografierna är skrivna med utgångspunkt i en varm uppskattning av de skildrade, vilket skänker en genomgående ljus och positiv anda åt Atterboms analys av både diktverk och författarpersonligheter. Särskilt de mer utförliga framställningarna av Emanuel Swedenborgs, Carl Fredrik Ehrensvärds, Thomas Thorilds och Carl Michael Bellmans respektive författarskap utmärks av en djup förståelse för de skildrade individerna, en noggrannhet och rik konstnärlig stil och känslig förmåga att lyfta fram det originella.
Vidare skrev Atterbom ett stort antal avhandlingar och essäer. Av dessa är uppsatserna om Carl Jonas Love Almquist, Johan Ludvig Runeberg, Erik Johan Stagnelius, tidskriften Iduna samt minnesteckningarna över Samuel Hedborn och Vilhelm Fredrik Palmblad framträdande. Flera av dessa essäer är samlade i Ästhetiska afhandlingar (1866), Minnesteckningar och tal (1869) och Litterära karakteristiker (1870). Postumt utgavs Minnen från Tyskland och Italien (2 band, 1859) samt Poesiens historia (4 band, 1861–1862).

### Valda och samlade skrifter och brev
- Samlade dikter. Upsala: Leffler & Sebell. 1837-1838. Libris 1712130
  -  Band 1. 1837. Libris 1712131
  -  Band 2. 1838. Libris 1712132

- Samlade dikter. Örebro: Lindh. 1854-1863. Libris 79228
  -  Band 1 Lycksalighetens ö : sagospel i fem äfventyr, Förra afdelningen. 1854. Libris 79229
  -  Band 2 Lycksalighetens ö : sagospel i fem äfventyr, Senare afdelningen. 1854. Libris 79230
  -  Band 3, Fågel blå  : sagospel. 1858. Libris 10229922. https://runeberg.org/fagelbla/
  -  Band 4, Lyriska dikter, Del 1. 1863. Libris 79234
  -  Band 5, Lyriska dikter, Del 2. 1863. Libris 79231
  -  Band 6, Lyriska dikter, Del 3. 1863. Libris 79232

- Samlade skrifter i obunden stil. Örebro. 1859-1870. Libris 38369. https://runeberg.org/atterbom/
  -  Del 1:1, Minnen från Tyskland och Italien, band 1. Lindh. 1859. Libris 38370. https://runeberg.org/atterbom/1-1/
  -  Del 1:2, Minnen från Tyskland och Italien, band 2. Lindh. 1859. Libris 38377. https://runeberg.org/atterbom/1-2/
  -  Del 2:1, Poesiens historia, band 1 : Allmän inledning, poesiens urtid och första upprinnelse ... Lindh. 1861. Libris 38372
  -  Del 2:2, Poesiens historia, band 2 : Den forn-europeiska occidentalismens poesi och vitterhet ... Lindh. 1861. Libris 38373
  -  Del 2:3, Poesiens historia, band 3 : Den forn-europeiska occidentalismens poesi och vitterhet ... Lindh. 1861. Libris 38374
  -  Del 2:4, Poesiens historia, band 4 : Den ny-europeiska occidentalismens poesi och vitterhet ... Lindh. 1862. Libris 38375
  -  Del 3:1, Svenska siare och skalder eller Grunddragen af svenska vitterhetens häfder, band 1 : intill och med Gustaf III:s tidehvarf tecknade (2. uppl). Lindh. 1862. Libris 38378
  -  Del 3:2, Svenska siare och skalder eller Grunddragen af svenska vitterhetens häfder, band 2 : intill och med Gustaf III:s tidehvarf tecknade (2. uppl). 1862. Libris 38379
  -  Del 3:3, Svenska siare och skalder eller Grunddragen i svenska vitterhetens häfder, band 3 : intill och med Gustaf III:s tidehvarf tecknade (2. uppl). 1862. Libris 10808918. https://runeberg.org/atterbom/3-3/
  -  Del 3:4, Svenska siare och skalder eller Grunddragen af svenska vitterhetens häfder, band 4 : intill och med Gustaf III:s tidehvarf tecknade (2. uppl). 1862. Libris 38381
  -  Del 3:5, Svenska siare och skalder eller Grunddragen af svenska vitterhetens häfder, band 5 : intill och med Gustaf III:s tidehvarf tecknade (2. uppl). 1863. Libris 38382
  -  Del 3:6:1, Svenska siare och skalder eller Grunddragen af svenska vitterhetens häfder, band 6:1 : intill och med Gustaf III:s tidehvarf tecknade (2. uppl). 1863. Libris 38383
  -  Del 3:6:2, Svenska siare och skalder eller Grunddragen af svenska vitterhetens häfder, band 6:2 : intill och med Gustaf III:s tidehvarf tecknade (2. uppl). 1863. Libris 38384
  -  Del 4, Grunddragen af forn-skandinaviska och svenska vitterhetens historia intill Stjernhjelm ; Carl den tolfte betraktad i sitt förhållande till vitterhet, vetenskap och skön konst  : inledning och supplement till Svenska siare och skalder. Lindh. 1864. Libris 38385
  -  Del 5, Ästhetiska afhandlingar. Lindh. 1866. Libris 38386
  -  Del 6:1, Minnesteckningar och tal, band 1. Abr. Bohlin. 1869. Libris 38387
  -  Del 6:2, Minnesteckningar och tal, band 2. Abr. Bohlin. 1869. Libris 38388
  -  Del 7:1, Litterära karakteristiker, band 1. Abr. Bohlin. 1870. Libris 38371
  -  Del 7:2, Litterära karakteristiker, band 2. Abr. Bohlin. 1870. Libris 38389

- Atterboms bref till sin fästmö 1823-1826 / utg. af Hedvig Atterbom-Svenson. Stockholm : Bonniers. 1911. Libris bnldfg8g82cxqhzb. https://litteraturbanken.se/f%C3%B6rfattare/AtterbomPDA/titlar/BrefTillSinF%C3%A4stm%C3%B6/sida/I/faksimil

- P. D. A. Atterboms och B. v. Beskows brevväxling. Stockholm. 1926-1928. Libris 482757
  -  1, 1822-1840. 1926. Libris 482758. http://litteraturbanken.se/forfattare/AtterbomPDA/titlar/AtterbomBeskowBrevI/sida/III/faksimil
  -  2, 1841-1850. 1927. Libris 482759. http://litteraturbanken.se/forfattare/AtterbomPDA/titlar/AtterbomBeskowBrevII/sida/III/faksimil
  -  3, 1851-1855. 1928. Libris 482760. http://litteraturbanken.se/forfattare/AtterbomPDA/titlar/AtterbomBeskowBrevIII/sida/III/faksimil

- Valda skrifter. Stockholm: Bonnier. 1927-1929. Libris 574612 - Utgivna av Fredrik Böök i 6 volymer.
  -  Band 1, Lycksalighetens ö, 1. Stockholm: Bonnier. 1927. Libris 574613
  -  Band 2, Lycksalighetens ö, 2. Stockholm: Bonnier. 1927. Libris 574614
  -  Band 3, Fågel blå ; Lyriska dikter i urval. Stockholm: Bonnier. 1927. Libris 574615
  -  Band 4, Svenska siare och skalder (urval). Stockholm: Bonnier. 1928. Libris 574616
  -  Band 5, Essayer och kritiker. Stockholm: Bonnier. 1928. Libris 574617
  -  Band 6, Reseminnen och brev. Stockholm: Bonnier. 1929. Libris 574618

- P. D. A. Atterboms brev till J. E. Rydqvist 1829-1855. Ur Svenska akademiens arkiv, 99-0220558-5. Stockholm. 1945. Libris 1797770. http://litteraturbanken.se/forfattare/AtterbomPDA/titlar/AtterbomRydqvistBrev/sida/1/faksimill

- Skrifter. 1, Rimmarbandet : en satirisk pjäs / med inledning och kommentarer av Louise Vinge. Stockholm: Svenska vitterhetssamf. 1992. Libris 18151065. ISBN 9172300442. http://litteraturbanken.se/forfattare/AtterbomPDA/titlar/Rimmarbandet/info

- Minnen från Tyskland och Italien. 1. Svenska klassiker / utgivna av Svenska akademien ([Ny utg.] under redaktion av Bengt Lewan och med inledning av Horace Engdahl). Stockholm: Svenska akademien i samverkan med Atlantis. 2002. Libris 10070116. http://www2.svenskaakademien.se/publikationer/svenska_klassiker/b835d098-e5a9-49f1-a352-670f1b92a130
- Minnen från Tyskland och Italien. 2. Svenska klassiker / utgivna av Svenska akademien ([Ny utg.] under redaktion av Bengt Lewan och med inledning av Horace Engdahl). Stockholm: Svenska akademien i samverkan med Atlantis. 2002. Libris 10070121. http://www2.svenskaakademien.se/publikationer/svenska_klassiker/b835d098-e5a9-49f1-a352-670f1b92a130

- Helvig, Amalia von (1915). Amalia von Helvigs bref till Atterbom. Stockholm: Bonnier. Libris cpmff3kr9n05kp55. https://litteraturbanken.se/f%C3%B6rfattare/HelvigA/titlar/AmaliaVonHelvigsBref/sida/I/faksimil

### Enskilda viktigare verk
- "Rosen" (diktad 1811).
- Samloms bröder. Tonsatt av Johann Christian Friedrich Haeffner.
- Sippan. Tonsatt av Johann Christian Friedrich Haeffner och inspelad med sångaren Nicolai Gedda och pianisten Jan Eyron.
- Vikingasäten, åldriga lundar (1814). Tonsatt av Johann Christian Friedrich Haeffner och inspelningar finns av Allmänna Sången, Orphei Drängar samt studentmusikkåren Hornboskapen.
  - Tredje bandet Fågel blå. Sagospel.

### Phosphoros och Poetisk kalender
- Phosphoros : månadsskrift. Upsala. 1810-1813. Libris 8227779
  -  1810. 1810. Libris 12071472. http://litteraturbanken.se/forfattare/AtterbomPDA/titlar/Phosphoros1810/sida/I/faksimil
  -  1811. 1811. Libris 12071489. http://litteraturbanken.se/#forfattare/AtterbomPDA/titlar/Phosphoros1811/sida/V/faksimil
  -  1812-1813. 1812-1813. Libris 12071498. http://litteraturbanken.se/#forfattare/AtterbomPDA/titlar/Phosphoros1812/sida/V/faksimil
- Poetisk kalender. Upsala. Libris 1803560
  -  1812. 1811. Libris 12071564. http://litteraturbanken.se/#forfattare/AtterbomPDA/titlar/PoetiskKalender1812/info
  -  1813. 1812. Libris 12071596. http://litteraturbanken.se/#forfattare/AtterbomPDA/titlar/PoetiskKalender1813/info
  -  1813 Supplement. 1813. Libris 12071629. http://litteraturbanken.se/#forfattare/AtterbomPDA/titlar/PoetiskKalender1813/sida/III.1/faksimil
  -  1814. 1813. Libris 12071660. http://litteraturbanken.se/#forfattare/AtterbomPDA/titlar/PoetiskKalender1814/info
  -  1815. 1814. Libris 12071672. http://litteraturbanken.se/#forfattare/AtterbomPDA/titlar/PoetiskKalender1815/info
  -  1816. 1816. Libris 12055186. http://litteraturbanken.se/#forfattare/AtterbomPDA/titlar/PoetiskKalender1816/info
  -  1817. 1816. Libris 2428148. http://litteraturbanken.se/#forfattare/AtterbomPDA/titlar/PoetiskKalender1817/info
  -  1818. 1818. Libris 13429391. http://litteraturbanken.se/#forfattare/AtterbomPDA/titlar/PoetiskKalender1818/info
  -  1819. 1818. Libris 2428150. http://litteraturbanken.se/#forfattare/AtterbomPDA/titlar/PoetiskKalender1819/info
  -  1820. 1819. Libris 13456039. http://litteraturbanken.se/#forfattare/AtterbomPDA/titlar/PoetiskKalender1820/info
  -  1821. 1820. Libris 13474726. http://litteraturbanken.se/#forfattare/AtterbomPDA/titlar/PoetiskKalender1821/info
  -  1822. 1821. Libris 13474720. http://litteraturbanken.se/#forfattare/AtterbomPDA/titlar/PoetiskKalender1822/info

## Priser och utmärkelser
- 1840 – Kungliga priset